# Anastácia (irmã de Constantino)
Anastácia (em latim: Anastasia) foi uma cortesã do século III e IV, filha do imperador romano Constâncio Cloro (r. 293–306) e Flávia Maximiana Teodora (r. 305–306) meio-irmã de Constantino (r. 306–337). Casou-se com o senador Bassiano em 314 ou 316 e talvez esteve envolvida na tentativa de assassinato de Constantino. Sabe-se que algumas termas de Constantinopla tinham seu nome.